# جستجو (فیلم ۲۰۱۴)
«جستجو» (انگلیسی: The Search (2014 film)) فیلمی در ژانر درام به کارگردانی میشل آزاناویسوس است که در سال ۲۰۱۴ منتشر شد. از بازیگران آن می‌توان به آنت بنینگ و برنیس بژو اشاره کرد.